# Grosvenor Bridge
Il Grosvenor Bridge, spesso chiamato Victoria Railway Bridge, è un ponte ferroviario che attraversa il Tamigi a Londra, fra il Vauxhall Bridge ed il Chelsea Bridge. Esso è costituito da due ponti affiancati entrambi costruiti verso la metà del XIX secolo. Quello rivolto ad est venne costruito dalla London, Chatham and Dover Railway, dal 1858 al 1860, per far giungere i treni alla Victoria Station; esso fu il primo ponte ferroviario ad essere costruito sul Tamigi. Il lato ovest venne costruito dalla London, Brighton and South Coast Railway fra il 1865 ed il 1866.
Entrambi i ponti vennero ricostruiti in acciaio fra il 1963 ed il 1967 ed i piloni originali vennero incapsulati nel calcestruzzo.